# Dobešice
Dobešice jsou malá vesnice, část obce Kluky v okrese Písek v Jihočeském kraji. Nachází se asi 1,5 kilometru severovýchodně od Kluk. Prochází zde silnice II/138. Je zde evidováno 29 adres. V roce 2011 zde trvale žilo 42 obyvatel.
Dobešice jsou také název katastrálního území o rozloze 3,26 km².

## Historie
První písemná zmínka o vesnici pochází z roku 1468.

## Obyvatelstvo
| Rok            | 1869 | 1880 | 1890 | 1900 | 1910 | 1921 | 1930 | 1950 | 1961 | 1970 | 1980 | 1991 | 2001 | 2011 | 2021 |
| -------------- | ---- | ---- | ---- | ---- | ---- | ---- | ---- | ---- | ---- | ---- | ---- | ---- | ---- | ---- | ---- |
| Počet obyvatel | 197  | 158  | 163  | 171  | 169  | 156  | 149  | 104  | 113  | 96   | 68   | 46   | 47   | 42   | 32   |
| Počet domů     | 23   | 24   | 23   | 25   | 26   | 26   | 26   | 25   | 25   | 25   | 24   | 26   | 26   | 27   | 27   |

## Obecní správa
Při sčítání lidu v letech 1850–1920 Dobešice byly osadou obce Kluky v okrese Písek. V letech 1921–1959 byly samostatnou obcí v okrese Písek. Od roku 1960 jsou opět částí obce Kluky v okrese Písek.

## Pamětihodnosti
- Kaple na okraji vesnice u usedlosti čp. 7 zvané U Žáků.[10] Tato kaple je vedená v Seznamu kulturních památek v okrese Písek.
- Venkovská usedlost čp. 7 je také památkově chráněná a vedená v Seznamu kulturních památek v okrese Písek.
- Kamenný kříž z roku 1920 se nachází vedle kaple.
- Ve vesnici se nachází drobný kříž.

## Galerie

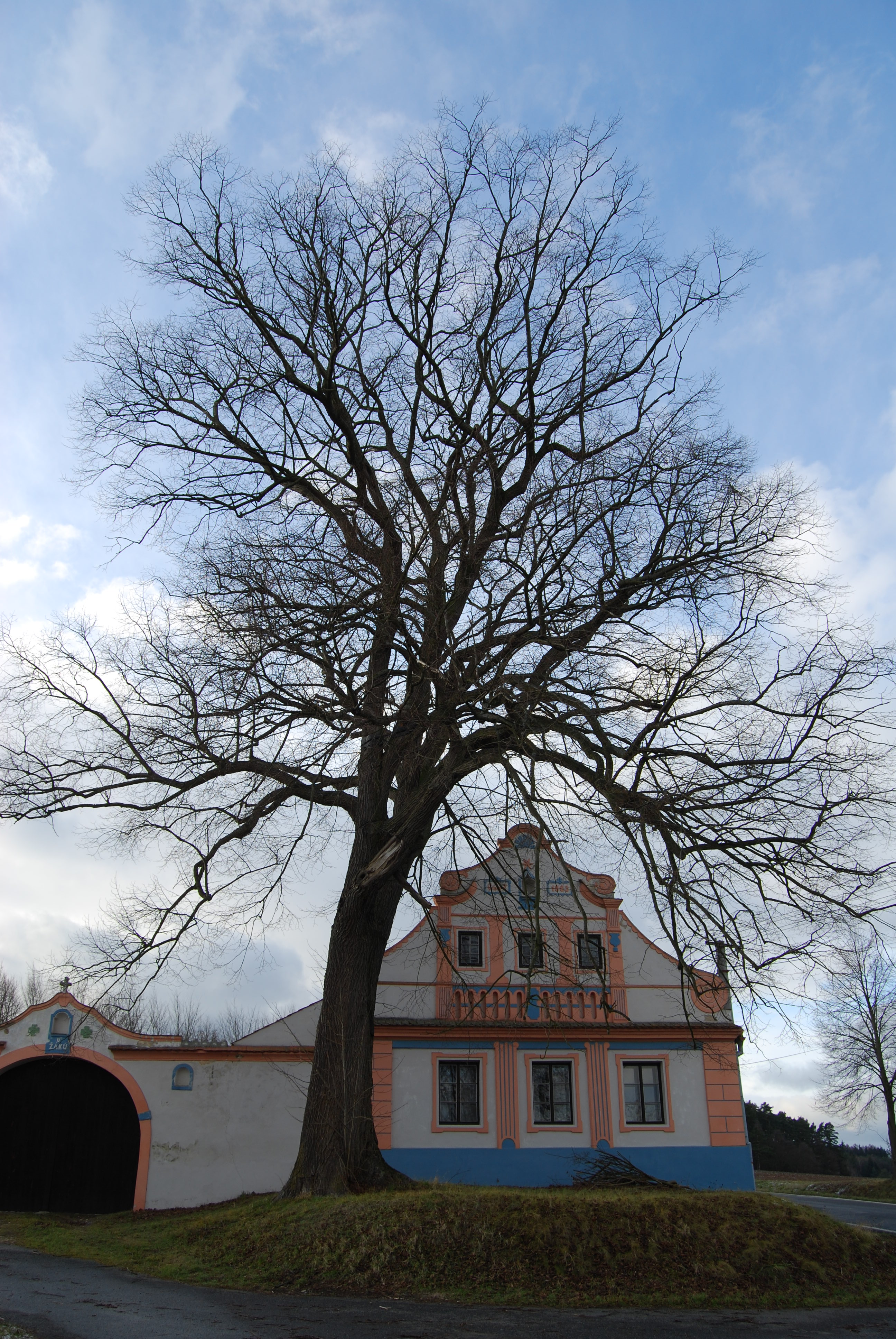
Hospodářská usedlost z roku 1863
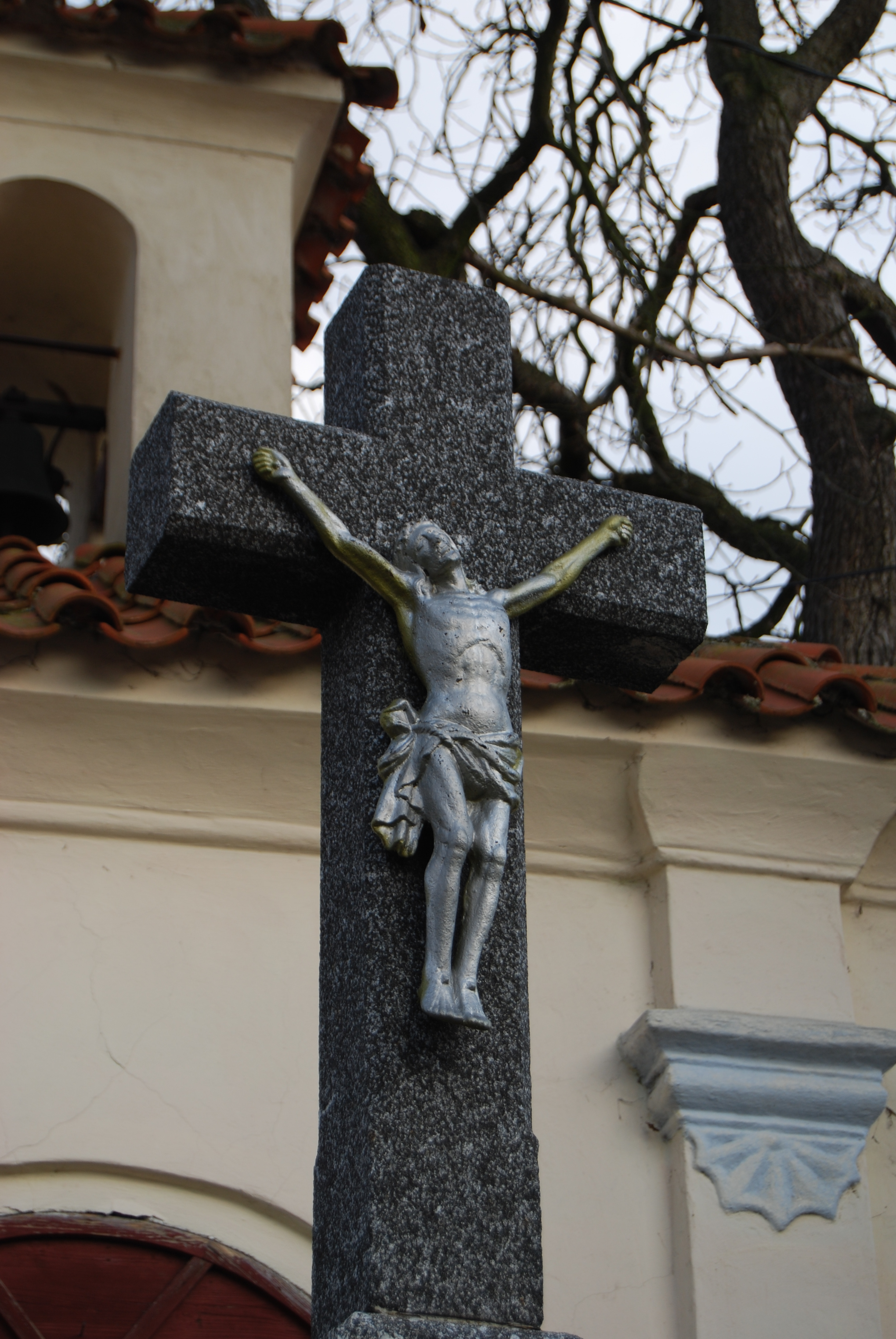
Kříž před kaplí
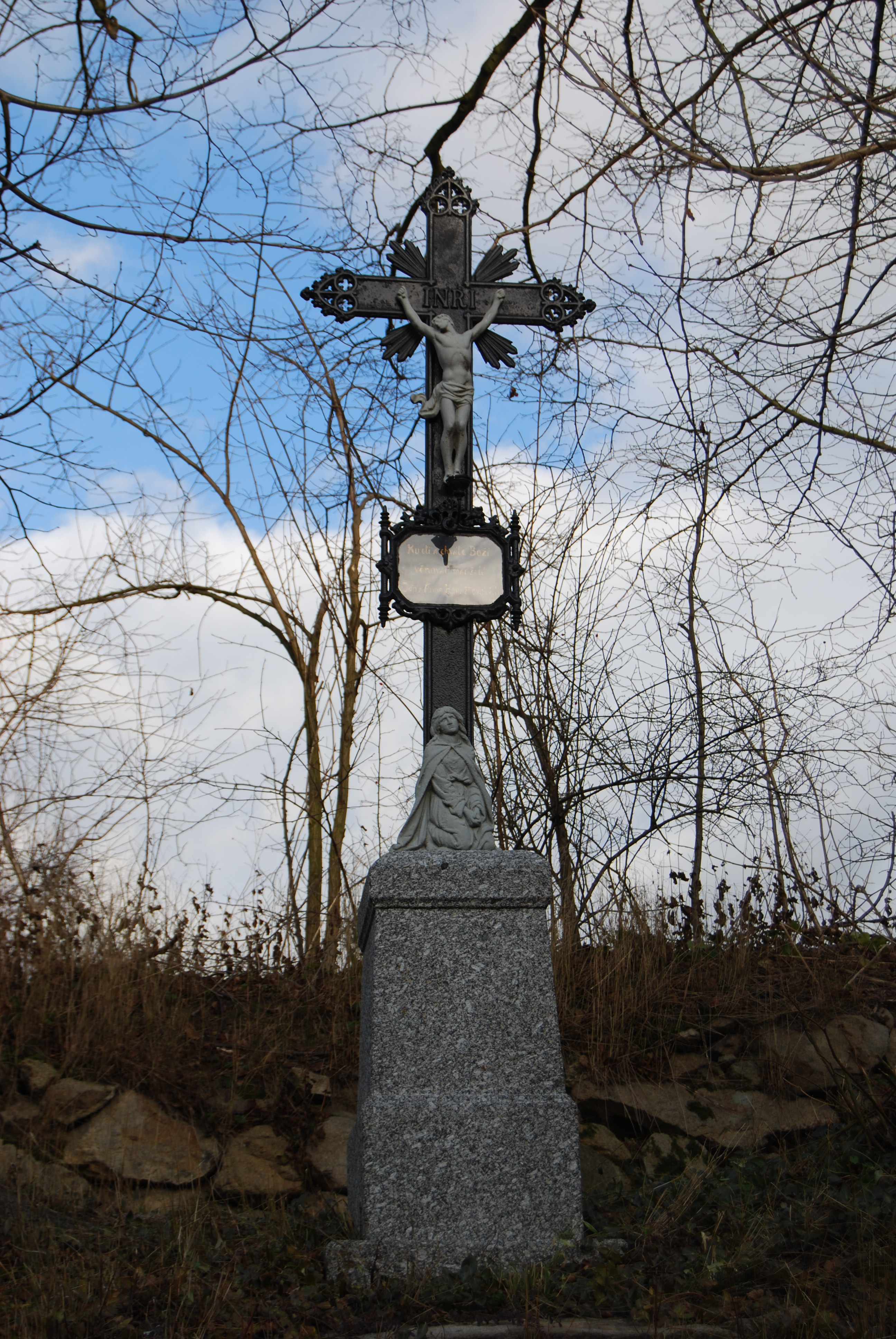
Kříž ve vsi
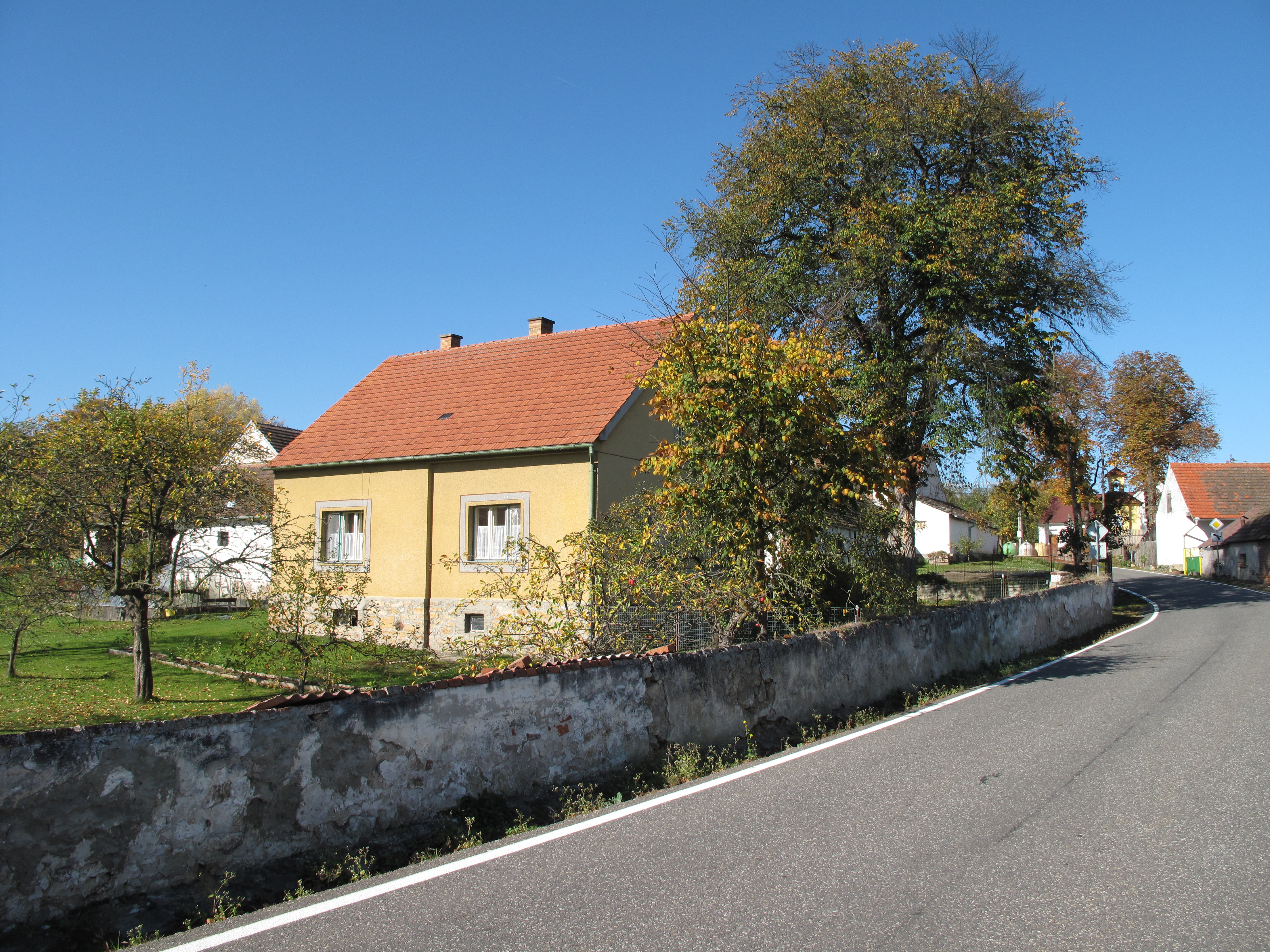
Cesta v Dobešicích
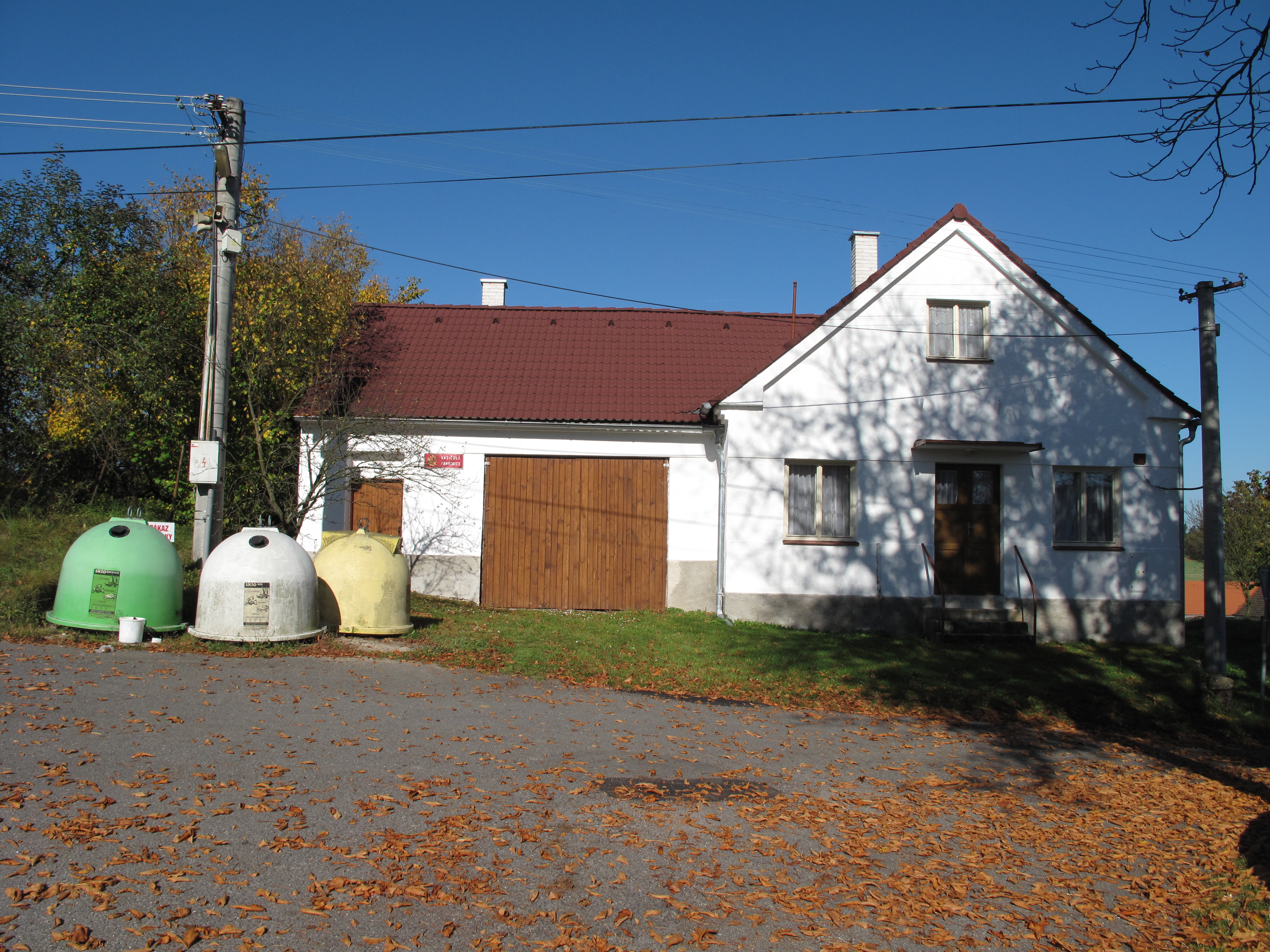
Hasičská zbrojnice
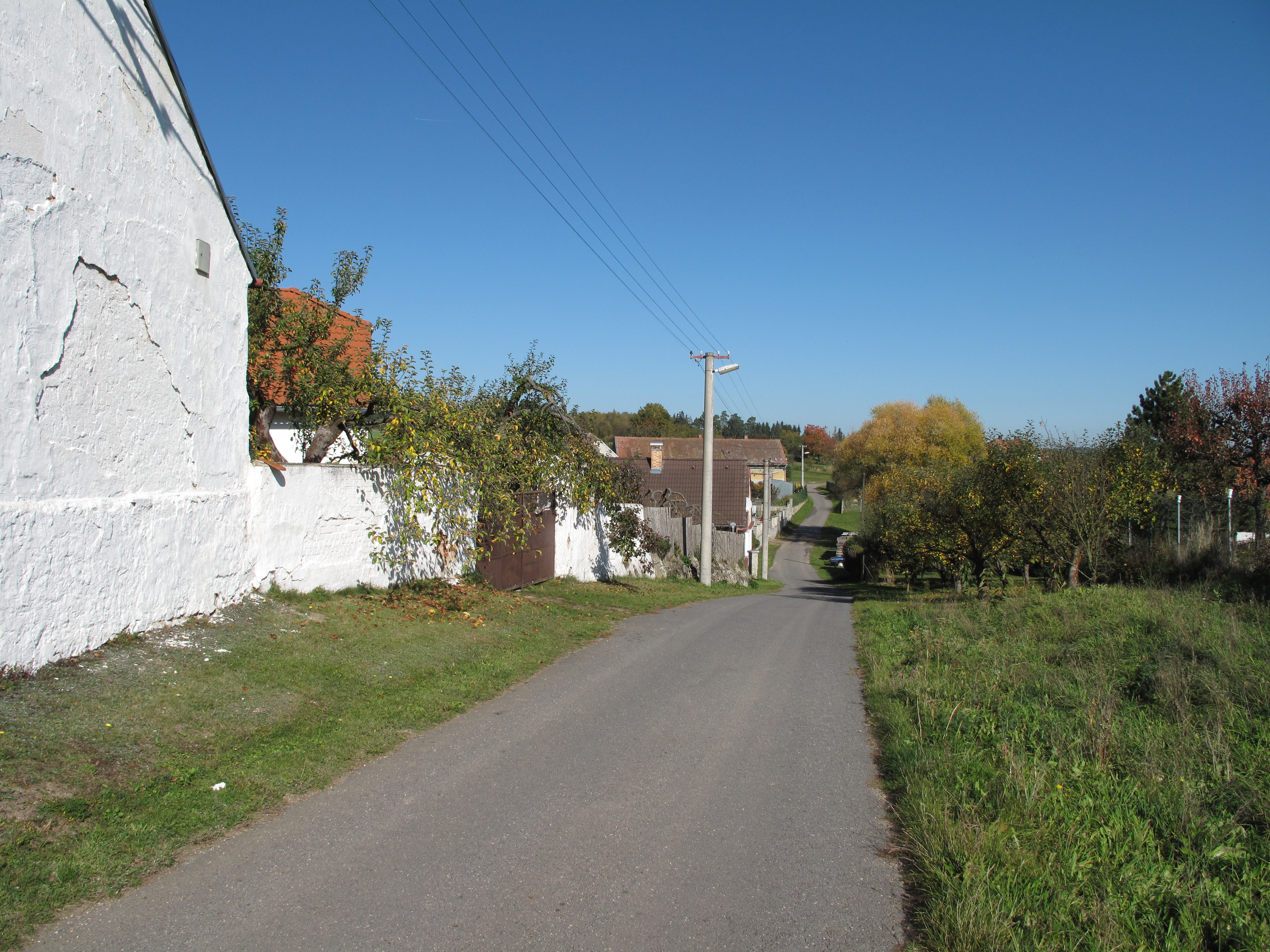
Cesta s domy